# Enrico Rava
Enrico Rava (Trieszt, 1939. augusztus 20. –) olasz dzsessztrombitás.

## Pályakép
Ravát 18 éves korában Torinoban egy Miles Davis-koncert meggyőzte őt arról, hogy felejtse el a harsonáját. Áttért a trombitára.
Az 1960-as években számos külföldi zenésszel találkozott, akiknek társaságában Argentínába ment, majd 1969-ben nyolc évre New Yorkba költözött. Olyan nagyszerű zenészekkel működött együtt, mint Gato Barbieri, Lee Konitz, Pat Metheny, Michel Petrucciani, John Abercrombie, Joe Henderson, Paul Motian, Richard Galliano, Miroslav Vitouš, Joe Lovano, Roswell Rudd.
A Musica Jazz olasz magazin által lefolytatott éves szavazásokon többször is a legjobb zenésznek választották a legjobb zenekar és a legjobb olasz album kategóriákban is.
Az 1999-ben egy kvintettet alapított. 2017-ben kvintett tagjai: Gianluca Petrella (harsona), Roberto Gatto (dob), Rosario Bonaccorso (nagybőgő) és Stefano Bollani (zongora) voltak.
2002-ben megkapta a Jazzpar-díjat, egy rangos dán díjat életművéért.
Enrico Rava különféle olasz, európai és észak-amerikai együttesekben is játszik.

## Albumok
- Il Giro Del Giorno in 80 Mondi (1972)
- Katcharpari (1973)
- The Pilgrim and the Stars (1975)
- Pupa o Crisalide (1975)
- Quotation Marks (1976)
- The Plot (1977)
- Enrico Rava Quartet (1978)
- Ah Enrico Rava (1980)
- Nexus Meets Enrico Rava (1984)
- Secrets (1987)
- Volver (Enrico Rava / Dino Saluzzi Quintet album) (1987)
- Quatre with D'Andrea, Vitous, Humair (1989)
- Earthcake with D'Andrea, Vitous, Humair (1991)
- Rava L'Opera Va (1993)
- Chanson (1994)
- Nausicaa with Enrico Pieranunzi (1994)
- Bella with Pieranunzi, Pietropaoli, Gatto (1994)
- Carmen (1995)
- Electric Five with Gianluigi Trovesi (1995)
- For Bix and Pops (1996)
- Noir (1996)
- Italian Ballads (1996)
- Icon with Claudio Fasoli, Franco D'Andrea (1998)
- Ragazzi Selvaggi (1998)
- Certi Angoli Segreti (1998)
- Rava Plays Rava (1999)
- Duo En Noir with Ran Blake (1999)
- Shades of Chet (1999)
- Renaissance (2002)
- Montreal Diary (2002)
- Smiling in Hollywood (2002)
- What a Day!!! (2002)
- Full of Life (2003)
- Easy Living (2004)
- Tati (2005)
- Jazzitaliano Live (2006)
- The Words and the Days (2007)
- The Third Man (2007)
- New York Days (2009)
- Jazzitaliano Live (2009)
- Tribe (2011)
- Rava on the Dance Floor (2012)
- The Monash Sessions (2014)
- Wild Dance (2015)
- My Songbook (2016)
- Roma with Joe Lovano (2019)
- Edizione Speziale (2021)
- The Song Is You with Fred Hersch (2022)
- 2 Blues for Cecil with Andrew Cyrille and William Parker (2022)